# L・ラファエル・ライフ
レオ・ラファエル・ライフ・グロイスマン（Leo Rafael Reif Groisman、1950年8月21日 - ）は、ベネズエラ系アメリカ人の電気技師、エンジニア、作家、大学理事。彼は2012年7月2日にスーザン・ホックフィールドの後任としてマサチューセッツ工科大学の第17代学長となった。

## 背景
レオ・ラファエル・ライフは、1930年代後半にベネズエラに移民した、東欧系ユダヤ人の家庭のもとにマラカイボで生まれた。父親は写真家であり、家庭内ではイディッシュ語とスペイン語が話されていた。

## MIT学長就任後
MITの学長として、ライフはキャンパス内の学生や世界中の学習者に対してオンライン学習を促進する取り組みを先導しました。この取り組みは、2012年にMITとハーバード大学が共同設立した大規模オンラインコース提供者であるedXの礎を築き、 2020年時点で2400万人以上のユーザーがクラスを受講している。
ライフは、アメリカ合衆国のリーダーシップを維持するための継続的な取り組みの一環として、新興技術により高品質な製造業の仕事を創出し、アメリカの競争力を高めるために、2013年9月26日に「アドバンスト・マニュファクチャリング・パートナーシップ・スティアリング委員会2.0」の共同議長に任命された。
2015年には、「タフテック」と呼ばれる科学技術分野でのイノベーションを促進するため、科学を実用的な製品に転換するためのスペース、指導、橋渡し資金を提供する「イノベーション・オーチャード」というアイデアを発表しました。このアイデアは、科学技術の突破口を育む加速器「The Engine」の基盤となった。
2017年には、Reifは、ますます複雑化する学際的な問題を解決するために、コンピューティングの専門知識と他の分野の専門知識を組み合わせる教育の必要性について言及し始めました。2019年の『フィナンシャル・タイムズ』のオピニオン記事では、「AIバイリンガル」という言葉を生み出し、「未来の社会に備えるためには、教育機関は明日のリーダーを『AIバイリンガル』に育てなければならない。すべての分野の学生は、自分の仕事を進めるためにAI戦略を習得する必要があり、技術者はこれらのツールを使用するための文化的価値観と倫理的原則にも精通しなければならない」と述べた。
2018年、コンピュータの普及と人工知能の発展を受けて、ライフはMITスティーブン・A・シュワルツマン・コンピューティング・カレッジの設立を発表しました。このカレッジは、AIの力を活用し、その倫理的および社会的影響を考慮するための準備を学生に提供することを目的としている。
2019年9月12日、ジェフリー・エプスタインが児童売春およびその後の自殺で起訴された後、エプスタインがMITに80万ドル以上を寄付していたことが明らかになりました。その多くは2013年に始まり、彼が最初に児童売春で有罪判決を受けた後も続いていた。2019年8月、ライフ学長はエプスタインと大学との関係について調査を命じた。
2019年9月12日、MITコミュニティへの公開書簡で、ライフ学長はエプスタインへの感謝状に署名したことを認めた。この感謝状は、2012年にセス・ロイド教授への寄付に対するものであった。ライフ学長はコミュニティへの公開書簡で、「私は2012年8月16日に、この手紙に署名したようです。私の学長職に就いてから約6週間後のことです。覚えていませんが、確かに私の署名が入っています。」と述べた。9月18日には、「多くの学生が、なぜあの感謝状に署名したのか、質問もせずに覚えていなかったのかと尋ねてきました。答えは簡単です。私はその名前を認識していなかったし、毎週多くの標準的な感謝状に署名しています。その中には、研究所への寄付者に感謝する数百通の手紙も含まれています。」と説明した。